# Teulisna basigera
Teulisna basigera là một loài bướm đêm thuộc phân họ Arctiinae, họ Erebidae.